# Abdumalik Aliyev
Abdumalik Aliyev – uzbecki zapaśnik w stylu klasycznym. Zdobył dwa brązowe medale w mistrzostwach Azji, w 2006 i 2008 roku.